# União das Freguesias de Castelãos e Vilar do Monte
Die União das Freguesias de Castelãos e Vilar do Monte ist eine portugiesische Gemeinde (Freguesia) im Kreis (Concelho) Macedo de Cavaleiros, Distrikt Bragança, im Nordosten Portugals.

## Geschichte
Die Gemeinde entstand im Zuge der Gebietsreform vom 29. September 2013 durch die Zusammenlegung der ehemaligen Gemeinden Castelãos und Vilar do Monte.
Castelãos wurde Sitz der neuen Verwaltung.

## Demographie
| Freguesia | Freguesia                  | Freguesia | Freguesia       | ehemalige Freguesias | ehemalige Freguesias | ehemalige Freguesias | ehemalige Freguesias |
| --------- | -------------------------- | --------- | --------------- | -------------------- | -------------------- | -------------------- | -------------------- |
| Wappen    | Freguesia                  | Einwohner | Fläche in (km²) | Wappen               | Freguesia            | Einwohner            | Fläche in (km²)      |
|           | Castelãos e Vilar do Monte | 457       | 18,84           |                      | Castelãos            | 445                  | 12,61                |
|           | Castelãos e Vilar do Monte | 457       | 18,84           | Vilar do Monte       | 107                  | 6,23                 |                      |